# 竺法护
竺法護（IAST：Dharma-rakṣa，約229年—306年），梵名達磨羅察（曇摩羅察、曇摩羅剎、達磨羅剎），甘肃敦煌人，西晋佛教译经師，時人稱「敦煌菩薩」。其先世月支人，本姓支，又称支法护，八歲依竺高座出家，從師姓竺。約生活在魏明帝太和三年（229年）至晉惠帝永興三年（306年），享壽七十八歲。

## 生平
竺法護幼年八歲出家，師從外國沙門竺高座。他天性聪敏，操行精苦，笃志好学，每天诵经万言。因感晉武帝之世，佛寺雖香火鼎盛，但宣說大乘的方等經卻深藏西域，因決心弘揚大乘，而隨師西遊諸國，《高僧傳》稱「外國異言三十六種，書亦如之，護皆遍學」。学习中亚各国语言，精通字体、训诂、音义。
他搜集到大量梵經後，自燉煌至長安沿路傳譯，從晉武帝泰始二年到晉懷帝永嘉二年（266-308），譯出《正法華經》、《光讚般若》、《賢劫經》、《大哀經》、《普耀經》等一百五十多部經論。
他翻譯的《法華經》把觀世音菩薩介紹到中國，漢譯為「光世音」。此外，在竺法護所譯佛經中，文殊類經典佔了相當比重約21部，加上聶承遠和聶道真父子二人加以刪定的2部，則有23部之多。這類經典對文殊菩薩的身世、法力、智慧、淨土均有較詳敘述。
他在长安青门外立寺，僧徒数千。晋惠帝时，关中大乱，他和门徒移居渑池，因年老体衰病亡，时年七十八岁。

## 傳聞
《高僧傳》記載了一則神異傳聞。晉武帝末年，竺法護隱居在深山之中。山中有一道山溪，竺法護常取清泉澡漱。有一砍樵人穢其水側，水泉因此而枯竭。竺法護感嘆一番之後，水泉又復湧如前。這事後來被支道林讚嘆為：「護公澄寂，道德淵美。微吟窮谷，枯泉漱水。邈矣護公，天挺弘懿。濯足流沙，領拔玄致。」

## 譯作
竺法護所譯佛經的部數，各經記載不一，確數已不可考，目前只能瞭解大概，《出三藏記集》卷2記載為154部（實際為161部），《歷代三寶紀》增為210部394卷，《開元釋教錄》卷2記載175部354卷等等，梅迺文《竺法護的翻譯初探》一文考得161部313卷。在《大正藏》中收錄有94部經歸於法護名下，不過這94部經中只有70多部在《出三藏記集》中記載為竺法護所譯，其他則多記載為譯者不詳。又，呂澂認為有十種法護譯本已認為散失，現經判明仍然存在，但誤題為別人所譯。這十種是：
- 《般舟三昧經》一卷本、《無量清淨平等覺經》二卷，舊題支婁迦讖譯（若按釋德安的研究，則竺法護譯出的即是《無量壽經》，舊題康僧鎧譯[9][10]）
- 《舍利弗悔過經》一卷、《溫室洗浴眾僧經》一卷、《迦葉結經》一卷、《㮈女祇域因緣經》一卷（柰女耆婆經之異出本，插入了諸德福田經及四分律中關於耆婆（英语：Jivaka Komarabhacca）的內容[11][12]，其如是我聞及末後當名何經等文字可能是編集者所加[13]。）、《大六向拜經》一卷（長阿含善生經的同本異譯），舊題安世高譯
- 《舍利弗摩訶目犍連遊四衢經》一卷（增壹阿含第45馬王品2經的同本異譯），舊題康孟祥譯
- 《梵網六十二見經》一卷（長阿含·梵動經的同本異譯）、《貝多樹下思惟十二因緣經》一卷（又名聞城十二因緣經，按法經錄，貝多樹是竺法護譯，聞城是安世高譯，祐錄載兩人所譯十二因緣經是同本異譯。現存經本譯語和安世高較相似。本經是雜阿含287經的同本異譯），舊題支謙譯

竺法護的譯作內容豐富，涉及幾乎所有重要的大乘部類，如《法華》、《般若》、《大集》、《寶積》、《華嚴》，還有一些是屬於《本生》、《阿含》類的佛經。而其來源，除了他從西域帶來的原作以外，據經錄記載，還來自不同地區的人攜帶給法護，如《光讚經》是來自闐祇多羅，《阿惟越致遮經》來自龜茲副使羌子侯，《賢劫經》來自罽賓沙門，《文殊師利淨律經》是竺法護在洛陽遇到一位西域寂志而翻出，《修行道地經》是罽賓人竺侯征若攜至燉煌給法護。
從經文內容對照而言，竺法護的翻譯風格變化很大，並不一致，如以菩薩名稱為例，法護翻譯文殊師利的名字用了文殊師利、文殊、溥首、軟首、濡首、賢儒等各種不同的稱呼。按經錄記載，竺法護原本不懂漢語，因此他的翻譯工作仰賴他的筆錄助手。梅迺文推測他翻譯風格、文字、文句的多樣化，可能是由於他的不同助手本身不同風格所致。
竺法護之譯作，據《出三藏記集》列舉如下（僅列出大藏經中有現存本者）：
1. 光讚經（放光般若經異譯）
2. 賢劫經（日语：賢劫経）（Bhadrakalpika-sūtra）
3. 正法華經
4. 普耀經（Lalitavistara）
5. 大哀經（大集經·瓔珞品陀羅尼自在王菩薩品之異譯）
6. 度世品經（華嚴經·離世間品之異譯）
7. 密迹經（收入大寶積經·密跡金剛力士會）
8. 持心經（思益梵天所問經異譯）
9. 修行經（即修行道地經）
10. 漸備一切智經（華嚴經·十地品之異譯）
11. 生經（本生故事集）
12. 海龍王經（Sāgara-nāga-rāja-paripṛcchā，十善業道經為其一品）
13. 普超經（即文殊支利普超三昧經，Ajātaśatru-kaukṛtya-vinodana，阿闍世王經異譯）
14. 阿惟越致經（Avaivartikacakra-dharmaparyāya，不退轉法輪經、廣博嚴淨經異譯）
15. 嚴淨佛土經（ Mañjuśrībuddhakṣetraguṇavyūha，大寶積經·文殊師利授記會之異譯）
16. 阿耨達經（Anavatapta-nāgarāja-paripṛcchā，即弘道廣顯三昧經）
17. 無量壽經（大阿彌陀經、無量清淨平等覺經、無量壽莊嚴經、大寶積經·無量壽如來會之異譯）
18. 寶藏經（即文殊師利現寶藏經，寶篋經異譯）
19. 寶結經（收入大寶積經·寶髻菩薩會，大集經·寶髻菩薩品之異譯）
20. 要集經（天竺曰佛陀僧祇提，即諸佛要集經）
21. 佛昇忉利天品經（即佛昇忉利天為母說法經）
22. 等集眾德三昧經（集一切福德三昧經之異譯）
23. 無盡意經（即阿差末菩薩經，大集經·無盡意菩薩品之異譯）
24. 離垢施女經（大寶積經·無垢施菩薩應辯會之異譯）
25. 郁迦長者經（英语：Ugraparipṛcchā Sūtra）（Ugraparipṛcchā，即郁迦羅越問菩薩行經，大寶積經·郁伽長者會之異譯）
26. 大淨法門經（大莊嚴法門經之異譯）
27. 須真天子經（Suvikrānta-devaputra-paripṛcchā，竺法護口授出，安文惠、帛元信傳言，聶承遠、張玄泊、孫休達筆受）
28. 幻士仁賢經（大寶積經·授幻師跋陀羅記會之異譯）
29. 魔逆經（Mañjuśrī-vikurvāṇa-parivarta）
30. 濟諸方等經（方廣總持經之異譯）
31. 德光太子經（賴吒和羅所問光德太子經）
32. 文殊師利淨律經（Paramārtha-saṃvṛtisatya-nirdeśa，清淨毘尼方廣經、寂調音所問經異譯）
33. 決總持經（即決定總持經，謗佛經之異譯）
34. 寶女經（即寶女所問經，大集經·寶女品之異譯）
35. 如來興顯經（華嚴經·如來出現品之異譯）
36. 般舟三昧經（一卷本）
37. 首意女經（即梵志女首意經）
38. 月明童子經（即月光童子經，申曰經、德護長者經之異譯[14]）
39. 五十緣身行經（即菩薩行五十緣身經）
40. 六十二見經（即梵網六十二見經，梵動經異譯）
41. 四自侵經（道安記載出阿毘曇）
42. 須摩經（即須摩提菩薩經，大寶積經·妙慧童女會之異譯）
43. 方等泥洹經（四童子三昧經異譯）
44. 大善權經（即慧上菩薩問大善權經，大寶積經·大乘方便會之異譯）
45. 無言童子經（大集經·無言菩薩品之異譯）
46. 溫室經（即溫室洗浴眾僧經）
47. 頂王經（又名大方等頂王經、維摩鞊子問經）
48. 聖法印經（Acala-dharma-mudrā，雜阿含80經之異譯）
49. 移山經（即力士移山經，增壹阿含八難品3經之異譯）
50. 文殊師利五體悔過經
51. 持人菩薩經（持世經之異譯）
52. 滅十方冥經
53. 迦葉集結經（即迦葉結經）
54. 舍利弗目連遊諸國經（即舍利弗摩訶目犍連遊四衢經，增壹阿含馬王品2經之異譯）
55. 琉璃王經
56. 奈女耆域經（即㮈女祇域因緣經/柰女耆婆經，但前者已混入別處之經文，又祇域、耆婆，皆應是耆域）
57. 寶網童子經（即寶網經）
58. 順權方便經（開元錄謂此即隨權女經）
59. 五百弟子本起經
60. 普門經（即普門品經，大寶積經·文殊師利普門會之異譯，非指法華經普門品）
61. 如幻三昧經（大寶積經·善住意天子會之異譯）
62. 彌勒本願經（Maitreya-paripṛcchā，即彌勒菩薩所問本願經，大寶積經·彌勒菩薩所問會之異譯）
63. 舍利弗悔過經
64. 胞胎經（大寶積經·佛為阿難說處胎會之異譯）
65. 太子慕魄經[15]
66. 四不可得經
67. 當來變經
68. 乳光經（即乳光佛經，犢子經之異譯）
69. 心明女梵志婦飯汁施經（即心明經）
70. 大六向拜經（即尸迦羅越六向拜經，善生經異譯）
71. 鴦掘摩經（增壹阿含力品6經之異譯）
72. 菩薩十住經（華嚴經·十住品之異譯）
73. 象出經（即無希望經，象腋經異譯）
74. 所欲致患經（中阿含苦陰經之異譯》）
75. 獨證自誓三昧經（自誓三昧經之異譯）
76. 過去佛分衛經
77. 無極寶經（出別錄安錄無，即無極寶三昧經，寶如來三昧經之異譯）
78. 阿述達經（出別錄安錄無，即阿闍世王女阿術達菩薩經，大寶積經·無畏德菩薩會之異譯）
79. 等目菩薩經（出別錄安錄無，即等目菩薩所問三昧經，華嚴經·十定品之異譯）
80. 更出小品經（又名新道行經，現存本題作摩訶般若鈔經，小品般若經之異譯）
81. 超日明經（即超日明三昧經，優婆塞聶承遠整理文偈刪為二卷）
82. 虎耳意經（Śārdūlakarnāvadāna，即舍頭諫太子二十八宿經，摩登伽經異譯）
83. 迦葉本經
84. 鹿母經
85. 龍施本起經（即龍施菩薩本起經，龍施女經之異譯）
86. 胎藏經（開元錄即是無垢賢女經，轉女身經、腹中女聽經之異譯）

現存的《摩訶般若波羅蜜鈔經》，內容是「小品」與經錄記載的「大品」不合。從經錄記載來推斷，本經可能是竺法護譯《新道行經》的殘本，又或者是失譯的《須菩提品經》。
據《出三藏記集》，竺法護所譯的《摩調王經》附入《六度集經》中，《三品修行經》附入《修行道地經》，《閑居經》、《總持經》、《佛心總持經》附入《生經》。竺法護譯有《諸神呪經》三卷，可能包括了《護諸比丘呪》、《吉祥呪》，亦附入《生經》中，《八陽神呪》法經錄說在《生經》中。又一卷本《雜阿含經》第十經說四婦喻，有可能是竺法護所譯的《四婦喻經》或失譯的《四婦因緣經》。《施食獲五福報經》、《食施獲五福報經》可能為竺法護所譯的《五福施經》或失譯的《施色力經》。
另外，竺法護所譯出的《無思議光經》（Acintyaprabhāsanirdeśa，不思議光菩薩所說經之異譯）已佚失，其殘篇誤附在《五苦章句經》中。

## 外部連結
- 敦煌菩萨竺法护
- 竺法護的翻譯初探 （页面存档备份，存于）